# Plagiorhynchus limnobaeni
Plagiorhynchus limnobaeni är en hakmaskart som först beskrevs av Marcos A. Tubangui 1933.  Plagiorhynchus limnobaeni ingår i släktet Plagiorhynchus och familjen Plagiorhynchidae. Inga underarter finns listade i Catalogue of Life.